# Tête de l'Autaret
La Tête de l'Autaret (3015 m s.l.m.) è una montagna delle Alpi Cozie, situata tra la testata della valle Varaita di Bellino in Italia e la valle dell'Ubaye in Francia.

## Caratteristiche

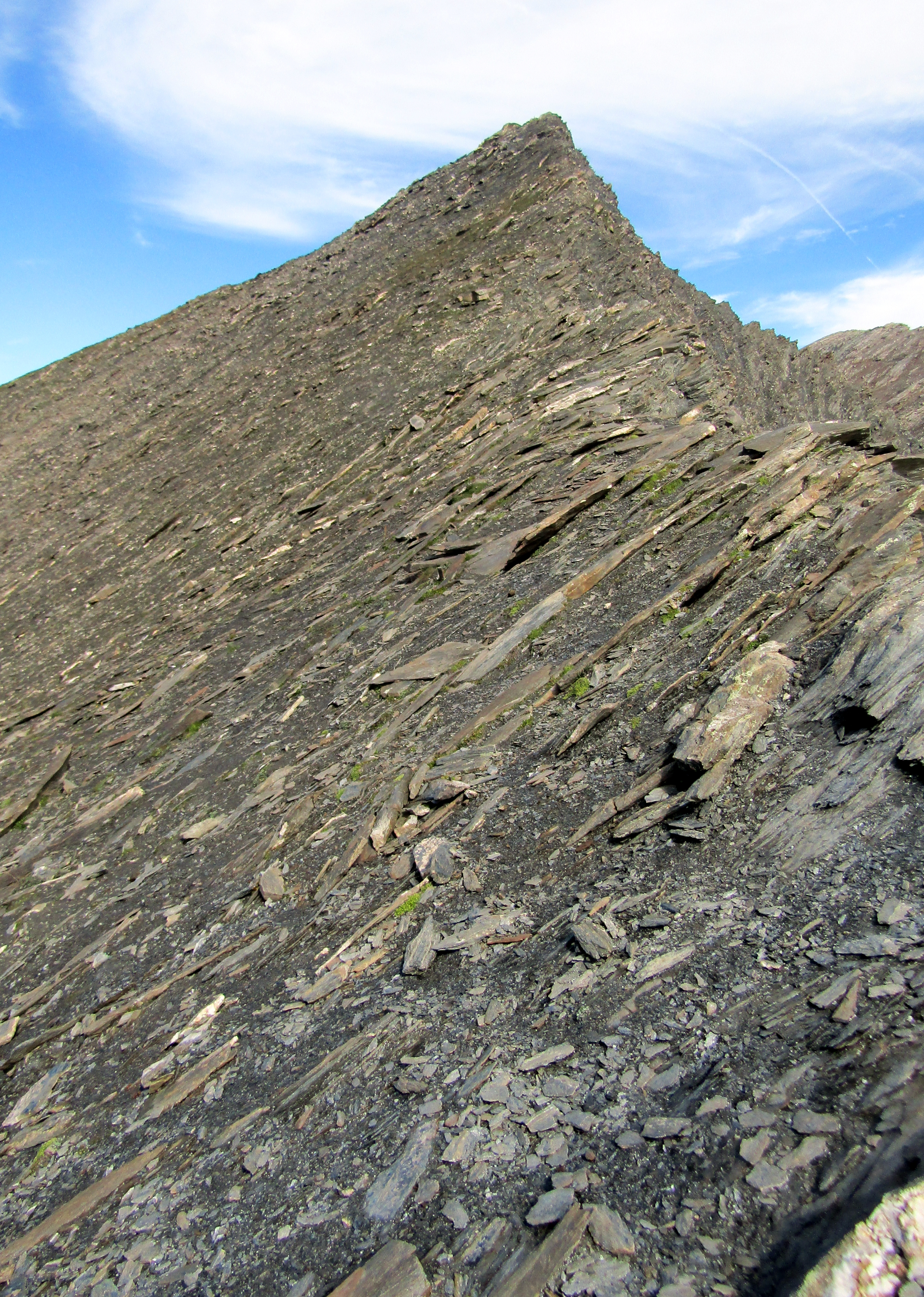
La cresta sud

Si trova sullo spartiacque alpino principale, sulla linea di frontiera tra Francia ed Italia. Amministrativamente, appartiene al comune di Bellino in Italia, ed a quello di Saint-Paul-sur-Ubaye in Francia.
In pianta, presenta tre dorsali principali, disposte in maniera circa simmetrica. Verso nord si dirama la dorsale alpina principale, che raggiunge il Pelvo di Ciabrera e prosegue verso la cima Mongioia. La dorsale alpina prosegue anche in direzione ovest-sud-ovest, scendendo al sottostante col de l'Autaret (2875 m) per poi risalire verso la cima dei Denti di Maniglia. In direzione est-sud-est scende una dorsale secondaria, che poi piega ad arco verso sud digradando in direzione delle grange dell'Autaret. Il versante orientale, che dà sulla testata della valle di Bellino, è assai scosceso, mentre gli altri versanti sono erbosi e meno inclinati. La prominenza topografica della montagna è di 101 metri. 
Dal punto di vista geologico, è composta completamente di calcescisti del complesso dei calcescisti ofiolitiferi (pietre verdi di Gastaldi).

### Toponimo

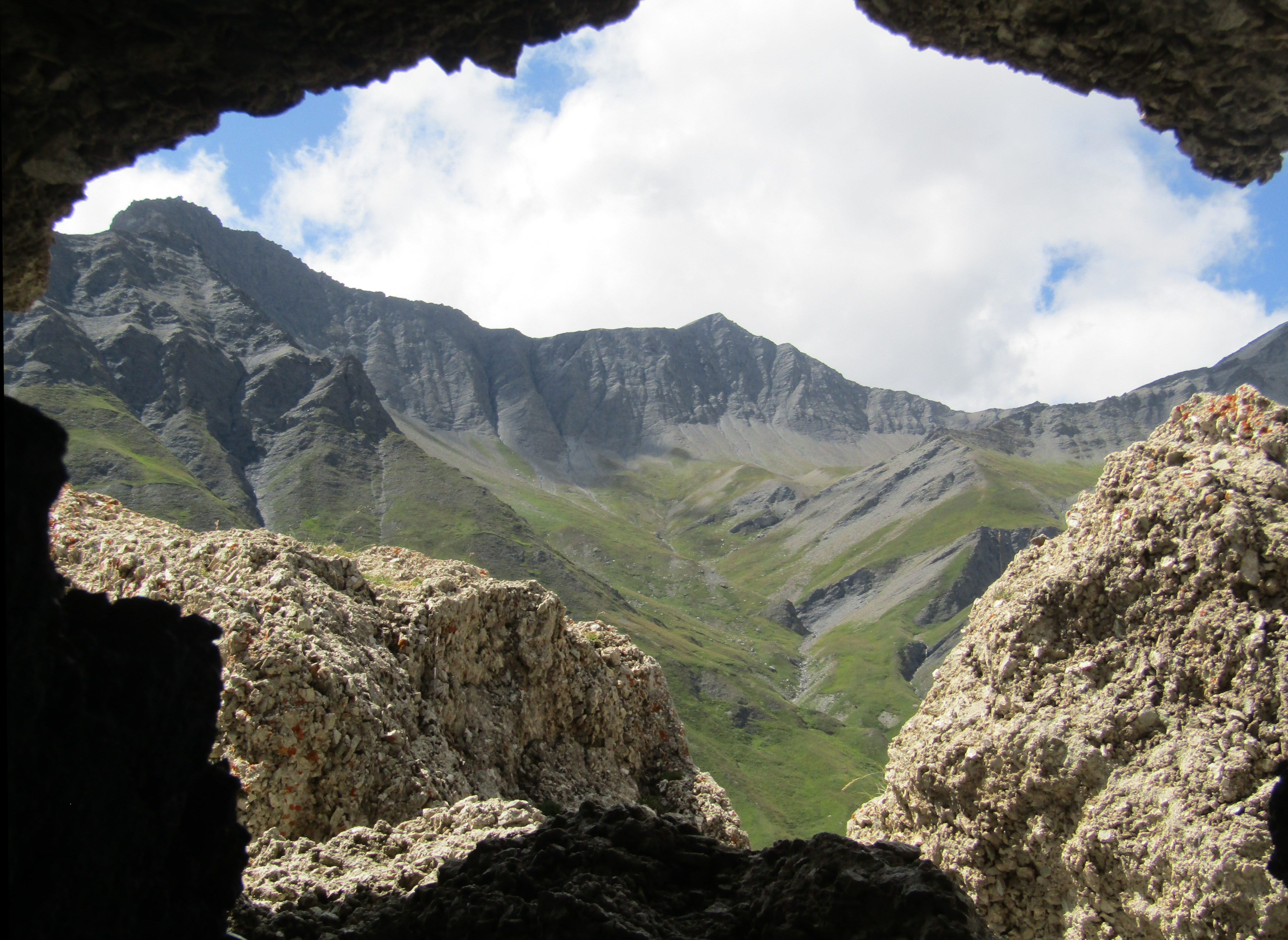
Vista dalla Rocca Senghi

Secondo il Jaccard, il nome Autaret, comune a molte montagne e valichi della zona alpina occidentale (anche nella variante Lautaret), significherebbe altare (riconducibile al latino altar), e sarebbe legato alla presenza di antichi altari precristiani in questi luoghi. Il D'Amico lo fa invece risalire alla radice celtica aut, con significato di luogo elevato.

## Ascensione alla vetta
La via normale italiana è un itinerario escursionistico che si sviluppa a partire dalla frazione di Sant'Anna di Bellino. Da qui si raggiunge il pian Ceiol e, risalendo la gola delle Barricate verso sud, si raggiunge il sovrastante vallone/altopiano, fino alle grange dell'Autaret. Da qui si prosegue in direzione del col de l'Autaret fino ad incontrare un antico ricovero militare abbandonato. Si abbandona il sentiero risalendo sulla destra per pendii fino in cresta, seguendo la quale verso est-nord-est si raggiunge la vetta. La difficoltà dell'itinerario è valutata in EE.

### Accesso invernale
Lo stesso itinerario estivo è percorribile in inverno, con gli sci o con le ciaspole.